# Olympische Sommerspiele 1936/Teilnehmer (Afghanistan)
| Gelbes Symbol für Goldmedaillen mit stilisierten Olympischen Ringen | Graues Symbol für Silbermedaillen mit stilisierten Olympischen Ringen | Braundes Symbol für Bronzemedaillen mit stilisierten Olympischen Ringen |
| ------------------------------------------------------------------- | --------------------------------------------------------------------- | ----------------------------------------------------------------------- |
| —                                                                   | —                                                                     | —                                                                       |

Afghanistan nahm bei den XI. Olympischen Sommerspielen 1936 in Berlin erstmals an Olympischen Spielen teil. In der deutschen Hauptstadt war das Land mit einer Delegation von 15 Sportlern vertreten. Von ihnen traten 14 bei den Wettkämpfen an. Begleitet wurde die Mannschaft von zwei Repräsentanten des Nationalen Olympischen Komitees Afghanistans, Ghazi Shah Mahmud Kahn und Shahzada Mohammed Yusuf Khan, sowie dem Hockeyschiedsrichter Yaqub. Es waren keine weiblichen Athleten für das Land anwesend.

## Teilnehmer nach Sportarten

### Hockey
- Afghanische Hockeynationalmannschaft[1] → ausgeschieden als Zweiter der Vorrunde
Jammal-ud-Din Affendi
S. Mohammad Asif
Sayed Ali Atta
Sayed Mohammad Ayub
Sayed Ali Babaci
Mian Faruq Shah
Hussain Fazal
Saadat Shazada Malook
Sultan Mohammad Shazada
Shujadin Shuja Shazada
Sardar Abdul Wahib
Zahir Shah al-Zadah

Die afghanische Hockeymannschaft beendete ihre Vorrundengruppe auf dem zweiten Platz. Dies reichte jedoch nicht zur Qualifikation für das Halbfinale. In der Trostrunde, die jedoch keinen Einfluss mehr auf die Endplatzierung hatte, gewann Afghanistan seine beiden Spiele gegen Belgien (4:1) und die USA (3:0).

### Leichtathletik
- Elif Khan
- Mohamed Mohamed Kahn
Männer, 100 m → als Sechster im dritten Vorlauf ausgeschieden
Männer, Weitsprung → ausgeschieden in der Qualifikation mit weniger als 7,15 m
- Abdul Rahim
Männer, Kugelstoßen → ausgeschieden in der Qualifikation mit weniger als 14,50 m